# Battaglia Terme

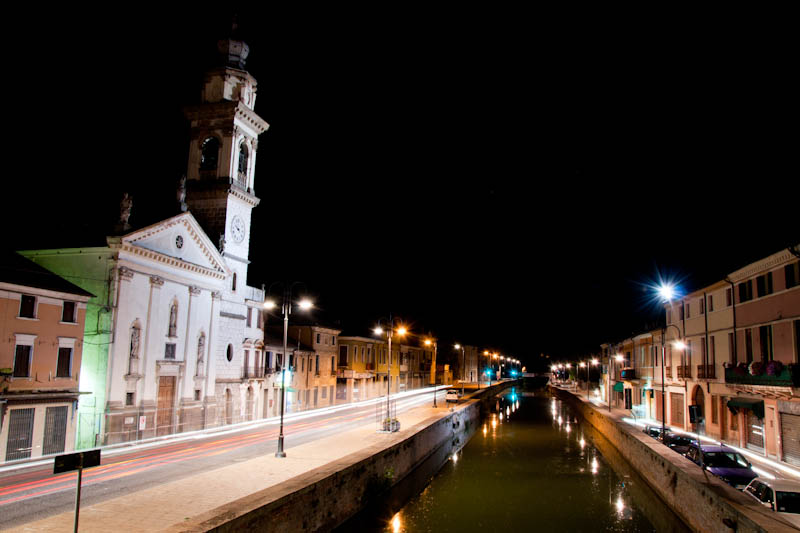
Battaglia Terme bei Nacht

Battaglia Terme ist eine nordostitalienische Gemeinde (comune) mit 3785 Einwohnern (Stand 31. Dezember 2023) in der Provinz Padua in Venetien. Die Gemeinde liegt etwa 15 Kilometer südwestlich von Padua am Parco regionale dei Colli Euganei.

## Geschichte
Durch die geothermische Aktivität der Region um die Euganeischen Hügel kann hier und in einigen Nachbargemeinden warmes Wasser gewonnen werden. Seit der Zeit um 1000 ist dann auch von einer Siedlung an der Stelle der heutigen Ortschaft auszugehen. Durch das Ortszentrum führt der Canale Bisatto, der sich im Norden mit dem Canale Battaglia vereinigt.

## Verkehr
Die östliche Gemeindegrenze bildet die parallel zur A13 verlaufende Strada Statale 16 Adriatica, die auf diesem Teilstück von Padua Richtung Rovigo und weiter nach Ferrara und zur Adriaküste führt. Der Bahnhof von Battaglia Terme liegt an der Bahnstrecke Padua–Bologna.

## Sehenswürdigkeiten
- Castello del Catajo
- Museo della Navigazione Fluviale